# Joseph Epstein (Essayist)
Joseph Epstein (* 9. Januar 1937 in Chicago) ist ein US-amerikanischer Essayist, Autor von Kurzgeschichten und Herausgeber. Bekannt wurde er vor allem als früherer Herausgeber der Intellektuellen-Zeitschrift The American Scholar der Phi-Beta-Kappa-Gesellschaft und für seinen Essay-Band Snobbery: The American Version.

## Leben und Schaffen
Epstein wuchs im Stadtviertel „Rogers Park“ von Chicago auf. Er absolvierte die University of Chicago. Später arbeitete er von 1974 bis 2002 als Dozent („lecturer“) an der Northwestern University. Er ist Mitherausgeber der Zeitschrift The Weekly Standard und ein langjähriger Beitragsschreiber von Essays und Kurzgeschichten bei den US-Zeitschriften The New Criterion und Commentary.
Epsteins Lebenswerk zeigt seine Faszination für Einblicke in Alltagssituationen und amüsante Trends. In manchen seiner Essays befasst er sich auch mit den Annahmen und Ideen berühmter oder vergessener historischer Schriftsteller. Seine Kurzgeschichten haben häufig seine Stadt Chicago zum Angelpunkt, deren Bewohner und Ereignisse er seit seiner Kindheit beobachtet. Im Jahr 2003 würdigte ihn der Staat USA mit der National Humanities Medal.

## Werke (Auswahl)
Essay-Sammlungen und Monographien:
- Divorced in America: Marriage in an Age of Possibility (1974)
- Familiar Territory: Observations on American Life (1979)
- Ambition: The Secret Passion (1980)
- Middle of My Tether: Familiar Essays (1983)
- Plausible Prejudices: Essays on American Writing (1985)
- Once More Around the Block: Familiar Essays (1987)
- Partial Payments: Essays on Writers and Their Lives (1988)
- A Line Out for a Walk: Familiar Essays (1991)
- Pertinent Players: Essays on the Literary Life (1993)
- With My Trousers Rolled: Familiar Essays (1995)
- Life Sentences: Literary Essays (1997)
- Narcissus Leaves the Pool: Familiar Essays (1999, Paperback 2007)
- Snobbery: The American Version (2002)
- Envy (2003), dt. Neid. Die böseste Todsünde Aus dem Englischen von Matthias Wolf. Verlag Klaus Wagenbach, Berlin 2010. 124 S. ISBN 978-3-8031-2650-4
- Friendship: An Exposé (2006)
- Alexis de Tocqueville: Democracy's Guide (2006)
- In a Cardboard Belt!: Essays Personal, Literary, and Savage (2007)
- Fred Astaire (2008)

Kurzgeschichten-Bände:
- The Goldin Boys: Stories  (1991)
- Fabulous Small Jews (2003)
- The Love Song of A. Jerome Minkoff: And Other Stories (2010)

Kurzgeschichten:
- My Brother Eli In: The Best American Short Stories 2007 S. 85–112
- Beyond the Pale In: The Best American Short Stories 2009 S. 41–59